# Platyroptilon miersii
Platyroptilon miersii är en tvåvingeart som beskrevs av John Obadiah Westwood 1850. Platyroptilon miersii ingår i släktet Platyroptilon och familjen platthornsmyggor. Inga underarter finns listade i Catalogue of Life.